# Acutacris tsaratananae
Acutacris tsaratananae är en insektsart som beskrevs av Marius Descamps och Wintrebert 1967. Acutacris tsaratananae ingår i släktet Acutacris och familjen Eumastacidae. Inga underarter finns listade i Catalogue of Life.